# Liste de films tournés dans le département de l'Ardèche
Depuis les années 1920, plus d'une soixantaine de films, courts métrages et séries télévisées ont été tournés dans le département de l'Ardèche, que ce soit dans ses villes ou dans ses zones rurales. Parmi les plus grands succès commerciaux et critiques tournés au moins en partie en Ardèche on retrouve Le Juge et l'Assassin de Bertrand Tavernier (tourné à Privas), L'Homme du train de Patrice Leconte (tourné presque entièrement à Annonay), La Vache et le Prisonnier d'Henri Verneuil, Les Enfants du marais de Jean Becker ou encore Les Valseuses de Bertrand Blier. François Truffaut, Raymond Depardon, Éric Rohmer, Jean-Pierre Mocky, Benoît Jacquot, Robert Enrico, Bourvil ou encore Leonardo DiCaprio ont également tourné dans le département. La grotte Chauvet et ses peintures préhistoriques exceptionnelles ont aussi fait l'objet de plusieurs documentaires comme La Grotte des rêves perdus de Werner Herzog.
La liste non exhaustive ci-dessous recense les tournages réalisés dans le département de l'Ardèche par commune et date de diffusion.
- Haut – A
- B
- C
- D
- E
- F
- G
- H
- I
- J
- K
- L
- M
- N
- O
- P
- Q
- R
- S
- T
- U
- V
- W
- X
- Y
- Z

## A
- Haut – A
- B
- C
- D
- E
- F
- G
- H
- I
- J
- K
- L
- M
- N
- O
- P
- Q
- R
- S
- T
- U
- V
- W
- X
- Y
- Z

- Alba-la-Romaine

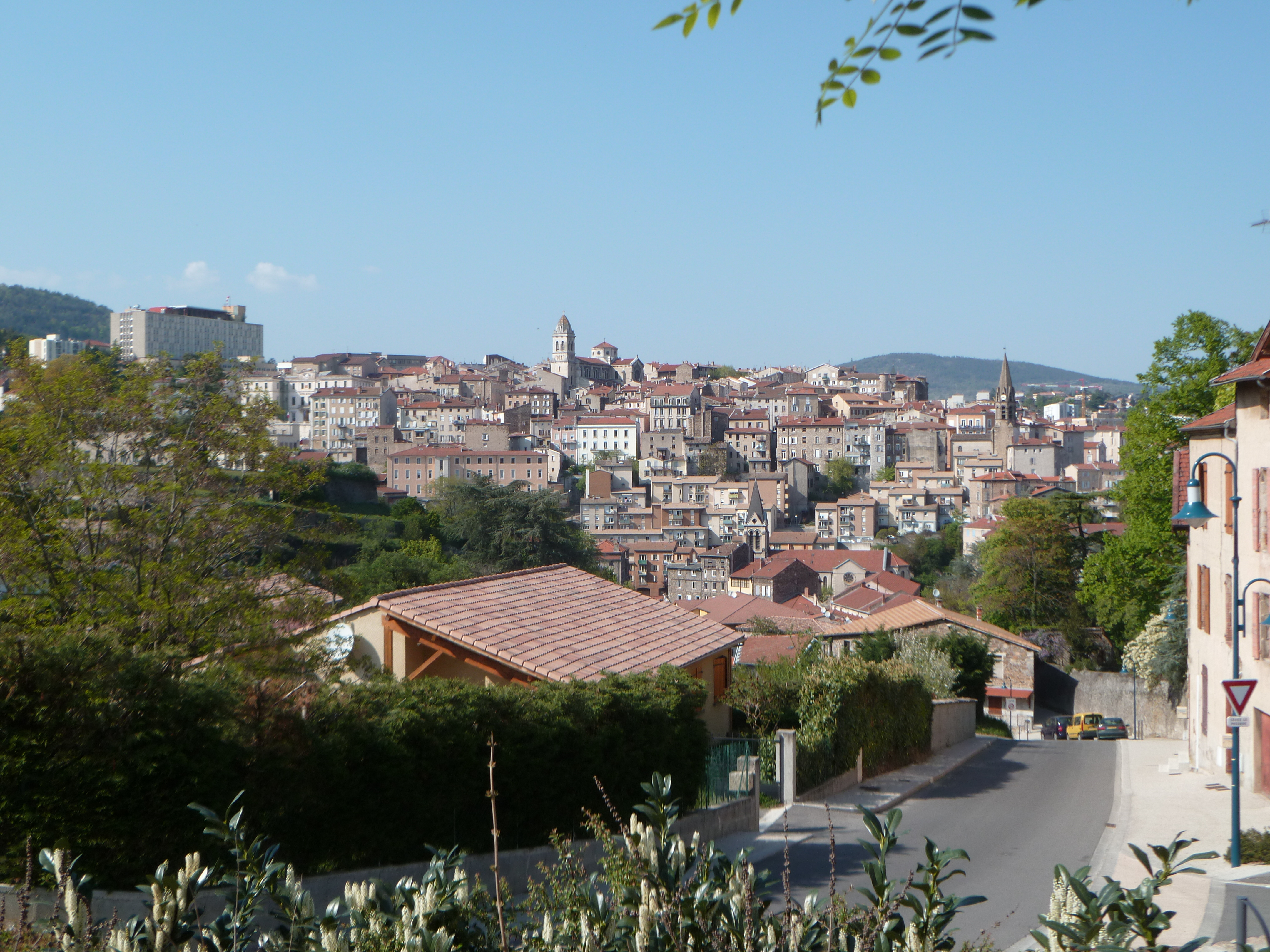
Une grande partie de L'Homme du train se déroule à Annonay

  - 1980 : Kick, Raoul, la Moto, les Jeunes et les Autres de Marc Simenon (série télévisée)
- Albon-d'Ardèche
  - 1966 : Carlie de Henri Théron (court-métrage)[1]
  - 1975 : La Soupe froide de Robert Pouret
  - 2005 : Poste restante de Christian Tran (documentaire)
  - 2021 : Empreinte vivante, le patrimoine industriel en Ardèche de Christian Tran (documentaire)
- Alboussière
  - 1949 : La Vache et le Prisonnier d'Henri Verneuil
  - 1984 : La Marche du temps (Carnet filmé) de Gérard Courant
- Annonay
  - 1982 : Litan : La Cité des spectres verts de Jean-Pierre Mocky
  - 1994 : Le Mangeur de lune de Dai Sijie[2]
  - 2002 : L'Homme du train de Patrice Leconte[3]
  - 2008 : La Femme de l'anarchiste de Peter Sehr et Marie-Noëlle Sehr
  - 2009 : Nerdz de Davy Mourier, Monsieur Poulpe et Didier Richard (série télévisée)
  - 2010 : Karaté Boy de Davy Mourier et Monsieur Poulpe (série télévisée)
  - 2017 : Mélancolie ouvrière de Gérard Mordillat (téléfilm)
  - 2019 : Abou Lagraa, la république des sens de Fleur Albert (téléfilm documentaire)
  - 2021 : Empreinte vivante, le patrimoine industriel en Ardèche de Christian Tran (documentaire)
- Antraigues-sur-Volane
  - 1974 : Le Secret de Robert Enrico
  - 1983 : Flucht nach vorn de Heidi Genée
  - 2010 : Au fond des bois de Benoît Jacquot[4],[5]
  - 2021 : La Fille dans les bois de Marie-Hélène Copti (téléfilm)[6]
- Aubenas
  - 1976 : Le Juge et l'Assassin de Bertrand Tavernier
  - 1993 : Poisson-lune de Bertrand Van Effenterre[7]
  - 2006 : Le temps de l'urgence de Christian Tran (documentaire)[8]
  - 2010 : Au fond des bois de Benoît Jacquot[4],[5]
  - 2016 : Le Cabanon rose de Jean-Pierre Mocky
  - 2018 : Les Secrets de Christophe Lamotte (mini-série)[9]
  - 2021 : Empreinte vivante, le patrimoine industriel en Ardèche de Christian Tran (documentaire)
- Aubignas
  - 2009 : Adieu Gary de Nassim Amaouche

## B
- Haut – A
- B
- C
- D
- E
- F
- G
- H
- I
- J
- K
- L
- M
- N
- O
- P
- Q
- R
- S
- T
- U
- V
- W
- X
- Y
- Z

- Balazuc
  - 2025 : Les Tourmentés de Lucas Belvaux[10]
- Banne
  - 2009 : Le Missionnaire de Roger Delattre[11],[12]
  - 2021 : Empreinte vivante, le patrimoine industriel en Ardèche de Christian Tran (documentaire)
- Beaumont
  - 2014 : Trois Cœurs de Benoît Jacquot
- Bidon (grotte Saint-Marcel)
  - 2022 : Le Temps des secrets de Christophe Barratier[13]
- Borée
  - 2020 : Ardéchois, paysans montagnards de Bernard Peyrol (documentaire)[14]
- Boucieu-le-Roi
  - 1994 : Le Mangeur de lune de Dai Sijie[2]
  - 2021 : Capitaine Marleau, saison 3 épisode 8 : Au nom du fils de Josée Dayan[15],[16]
- Bourg-Saint-Andéol
  - 1998 : Conte d'automne d'Éric Rohmer
  - 2001 : Martha… Martha de Sandrine Veysset
  - 2009 : Le Missionnaire de Roger Delattre
- Burzet
  - 1980-2017 : Nombreux courts-métrages documentaires de Gérard Courant
  - 1983-2018 : Carnets filmés de Gérard Courant
  - 1993 : Justinien Trouvé ou le Bâtard de Dieu de Christian Fechner

## C
- Haut – A
- B
- C
- D
- E
- F
- G
- H
- I
- J
- K
- L
- M
- N
- O
- P
- Q
- R
- S
- T
- U
- V
- W
- X
- Y
- Z

- Chauzon

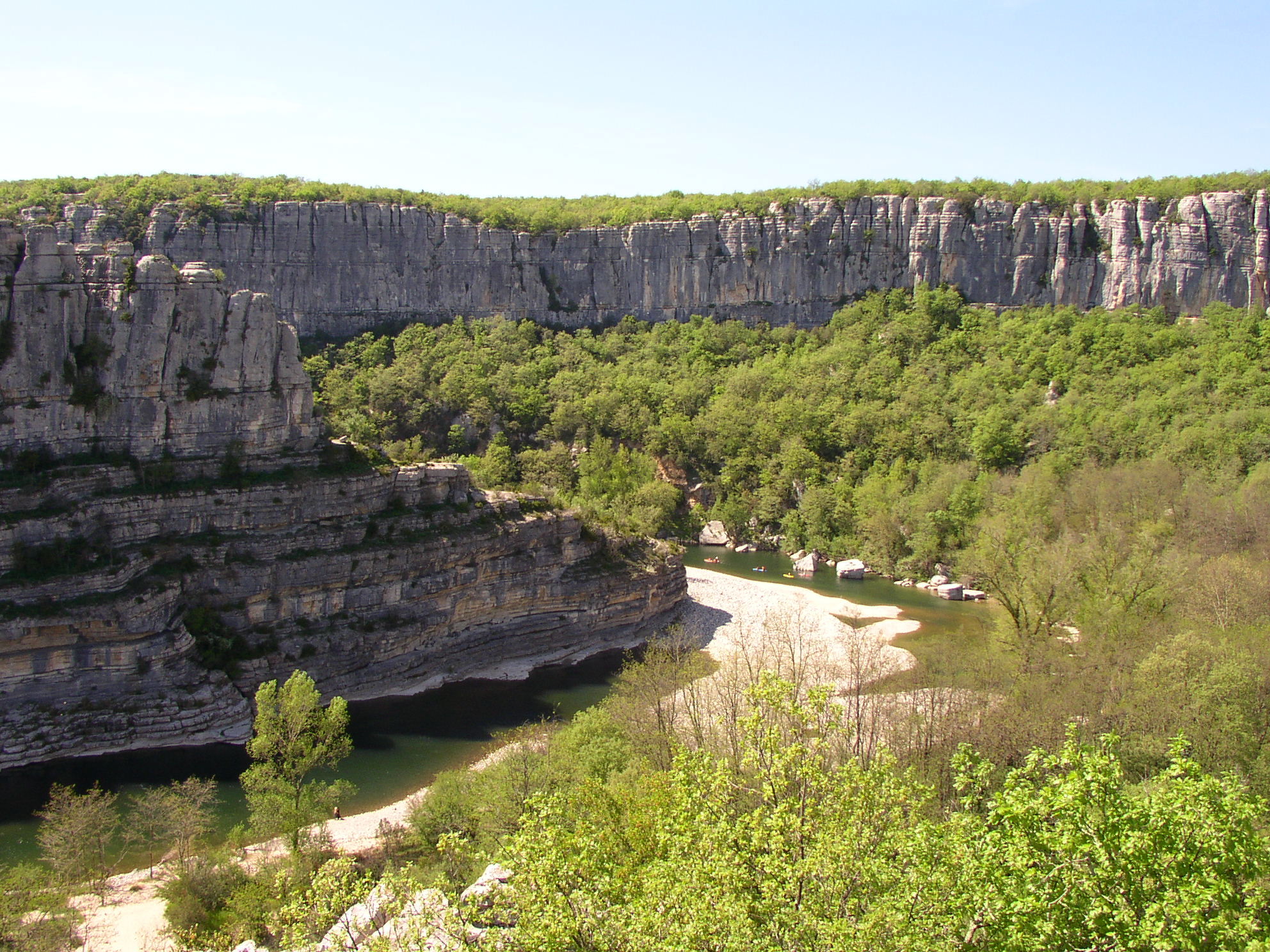
Le cirque de Giens à Chauzon, utilisé dans Louis, enfant roi et Le Bel Été 1914.

  - 1993 : Louis, enfant roi de Roger Planchon
  - 1996 : Le Bel Été 1914 de Christian de Chalonge
- Chemin de fer du Vivarais dit « Le Mastrou »
  - 1968 : Les Cracks d'Alex Joffé
  - 1971 : Les Deux Anglaises et le Continent de François Truffaut
  - 1995 : Rimbaud Verlaine de Agnieszka Holland
  - 1999 : Les Enfants du marais de Jean Becker
  - 2009 : Elles et moi de Bernard Stora (téléfilm)
  - 2021 : Capitaine Marleau, saison 3 épisode 8 : Au nom du fils de Josée Dayan[15],[16]
  - 2021 : Empreinte vivante, le patrimoine industriel en Ardèche de Christian Tran (documentaire)
- Chirols
  - 2021 : Empreinte vivante, le patrimoine industriel en Ardèche de Christian Tran (documentaire)
- Chomérac
  - 1973 : Les Cinq Dernières Minutes, épisode n°56 : Un gros pépin dans le chasselas de Claude-Jean Bonnardot[17]
  - 1976 : Le Juge et l'Assassin de Bertrand Tavernier[17]
  - 1996-1999 : Le Refuge d'Alain Schwarstein (série télévisée)[17]
  - 2000 : La Bicyclette bleue de Thierry Binisti (mini-série)[17]
  - 2009 : Elles et moi de Bernard Stora (téléfilm)[17]
  - 2021 : Empreinte vivante, le patrimoine industriel en Ardèche de Christian Tran (documentaire)
- Colombier-le-Jeune
  - 1968 : Les Cracks d'Alex Joffé
- Colombier-le-Vieux
  - 1972 : Clochemerle de Michael Mills (série télévisée)
  - 1995 : Rimbaud Verlaine de Agnieszka Holland
  - 2017 : Knock de Lorraine Lévy[18]
  - 2021 : Capitaine Marleau, saison 3 épisode 8 : Au nom du fils de Josée Dayan[15],[16]
- Creysseilles
  - 2021 : La Fille dans les bois de Marie-Hélène Copti (téléfilm)[6]
- Cruas
  - 1994 : Les Braqueuses de Jean-Paul Salomé
  - 2009 : Adieu Gary de Nassim Amaouche
  - 2013 : Grand Central de Rebecca Zlotowski

## D
- Davézieux
  - 2021 : Empreinte vivante, le patrimoine industriel en Ardèche de Christian Tran (documentaire)
- Désaignes
  - 2017 : La Sincérité de Charles Guérin Surville

## F
- Félines
  - Louis Viannet, le sens des autres de Philippe Ayme (court métrage documentaire)[réf. nécessaire]

## G
- Haut – A
- B
- C
- D
- E
- F
- G
- H
- I
- J
- K
- L
- M
- N
- O
- P
- Q
- R
- S
- T
- U
- V
- W
- X
- Y
- Z

- Genestelle
  - 1974 : Le Secret de Robert Enrico
- Glun

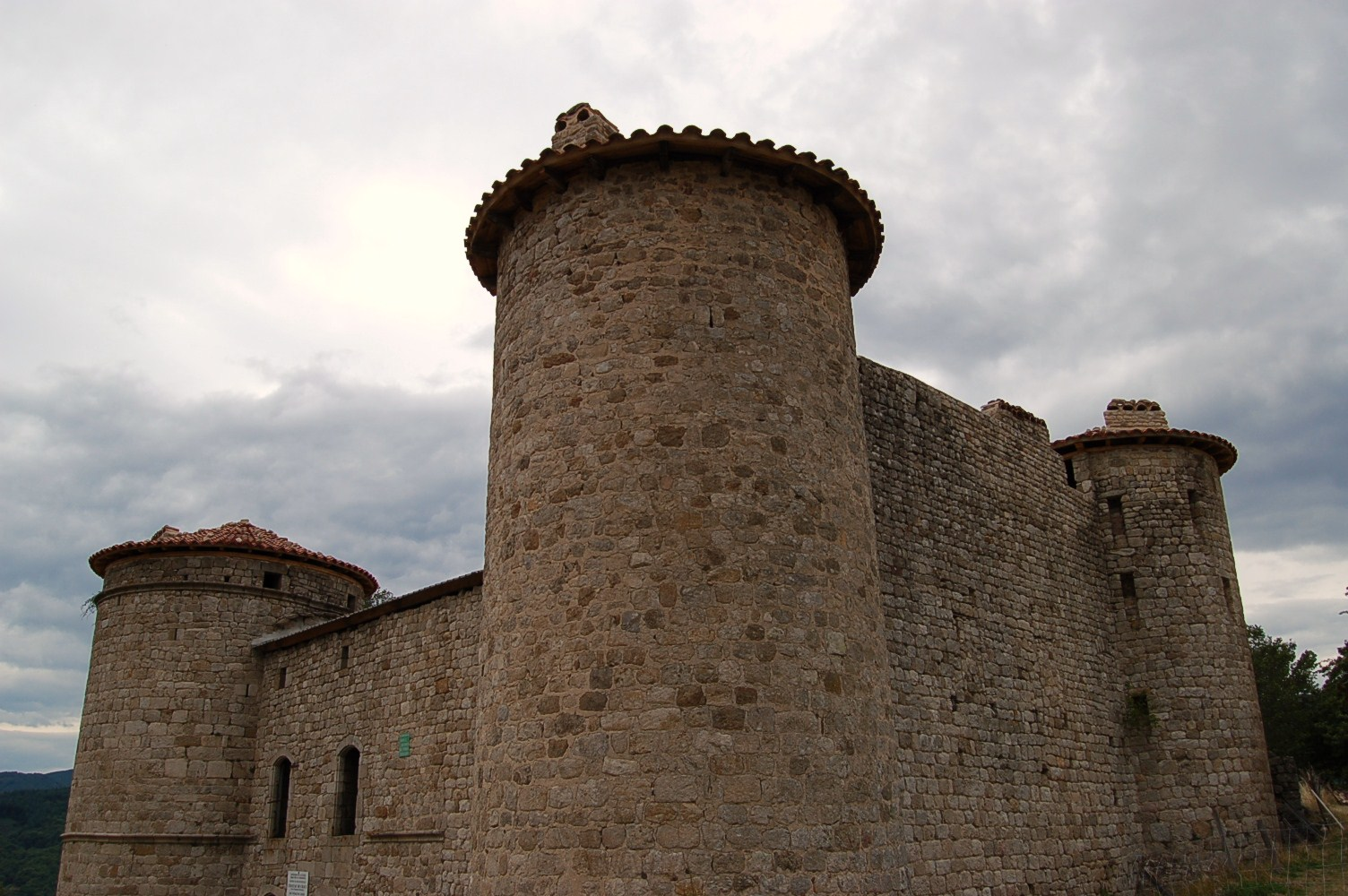
Le château de Craux à Genestelle a servi de décors au film Le Secret (1974).

  - 1947 : Les Amants du pont Saint-Jean de Henri Decoin
- Gorges de l'Ardèche
  - 1973 : Le Magnifique de Philippe de Broca[19]
- Gourdon
  - 2009 : Parc d'Arnaud des Pallières[20]
- Guilherand-Granges
  - 1974 : Les Valseuses de Bertrand Blier

## I
- Haut – A
- B
- C
- D
- E
- F
- G
- H
- I
- J
- K
- L
- M
- N
- O
- P
- Q
- R
- S
- T
- U
- V
- W
- X
- Y
- Z

- Issarlès
  - 2011 : Un amour de jeunesse de Mia Hansen-Løve[21],[22]

## J
- Haut – A
- B
- C
- D
- E
- F
- G
- H
- I
- J
- K
- L
- M
- N
- O
- P
- Q
- R
- S
- T
- U
- V
- W
- X
- Y
- Z

- Jaujac
  - 2010 : Au fond des bois de Benoît Jacquot[4],[5]
  - 2018 : Les Secrets de Christophe Lamotte (mini-série)[9]
  - 2025 : Les Tourmentés de Lucas Belvaux[10]

## L
- Haut – A
- B
- C
- D
- E
- F
- G
- H
- I
- J
- K
- L
- M
- N
- O
- P
- Q
- R
- S
- T
- U
- V
- W
- X
- Y
- Z

- La Voulte-sur-Rhône

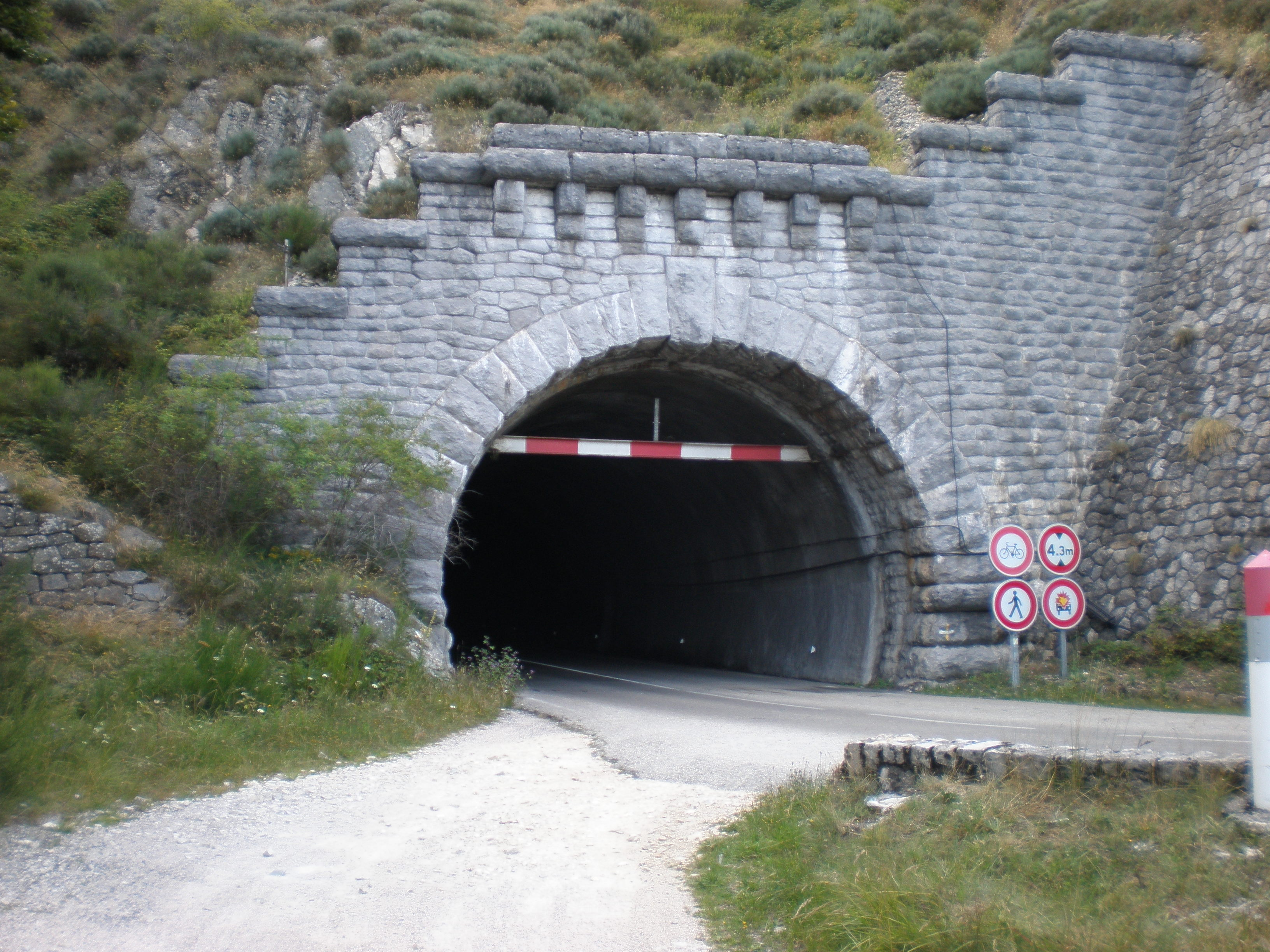
Le tunnel du Roux, un des lieux de tournage de Gazon maudit (1995).

  - 2021 : Empreinte vivante, le patrimoine industriel en Ardèche de Christian Tran (documentaire)
- Labeaume
  - 2010 : Au fond des bois de Benoît Jacquot[4]
- Lablachère
  - 2005 : Alex de José Alcala
- Lagorce
  - 2023 : Le Secret de la grotte de Christelle Raynal (téléfilm)[23]
- Lalouvesc
  - 2021 : Capitaine Marleau, saison 3 épisode 8 : Au nom du fils de Josée Dayan[15],[16]
  - À venir : Lastartup de Gilles Graveleau[24]
- Lamastre
  - 1966 : Safari diamants de Michel Drach[25]
  - 1968 : Les Cracks d'Alex Joffé[25]
  - 1971 : Les Deux Anglaises et le Continent de François Truffaut[25]
  - 1972 : Clochemerle de Michael Mills (série télévisée)[25]
  - 1973 : Le Ballot de Jean Dewever (téléfilm)[25]
  - 1976 : Le Juge et l'Assassin de Bertrand Tavernier[25]
  - 1985 : Les Poings fermés de Jean-Louis Benoît[25]
  - 1994 : La Colline aux mille enfants de Jean-Louis Lorenzi (téléfilm)[25]
  - 1995 : Rimbaud Verlaine de Agnieszka Holland[25]
  - 1999 : Les Enfants du marais de Jean Becker[25]
  - 2001 : Vallen de Hans Herbots
  - 2004 : Arsène Lupin de Jean-Paul Salomé[25]
  - 2009 : Elles et moi de Bernard Stora (téléfilm)[25]
  - 2020 : Capitaine Marleau, saison 3 épisode 8 : Au nom du fils de Josée Dayan[15]
- Lanarce
  - 2007 : L'histoire vraie de l'auberge rouge de Stéphane Lebard (documentaire)[8]
- Largentière
  - 1976 : Le Juge et l'Assassin de Bertrand Tavernier
  - 1982 : L'Honneur d'un capitaine de Pierre Schoendoerffer
  - 2016 : Le Cabanon rose de Jean-Pierre Mocky
  - 2021 : Empreinte vivante, le patrimoine industriel en Ardèche de Christian Tran (documentaire)
- Larnas
  - 1993 : L'Heure du cochon de Leslie Megahey[26]
  - 2014 : La Trouvaille de Juliette de Jérôme Navarro (téléfilm)
- Lavilledieu
  - 2010 : Un fond de terroir de Gérald Bortoluzzi et Éric Manigaud (court-métrage documentaire)
- Laviolle
  - 2003 : Au fond des bois de Benoît Jacquot[4],[5]
- Le Béage
  - 2004 : L'École en campagne de Christian Tran (documentaire)
- Le Pouzin
  - 2009 : Adieu Gary de Nassim Amaouche
- Le Roux
  - 1988 : L'Homme qui voulait savoir de George Sluizer
  - 1995 : Gazon maudit de Josiane Balasko
  - 2009 : Sommeil blanc de Jean-Paul Guyon[27]
- Le Teil
  - 1993 : Poisson-lune de Bertrand Van Effenterre
  - 2001 : Martha… Martha de Sandrine Veysset
  - 2005 : Je vous trouve très beau d'Isabelle Mergault
  - 2009 : Adieu Gary de Nassim Amaouche
- Les Ollières-sur-Eyrieux
  - 1992 : Le petit prince a dit de Christine Pascal
  - 2021 : Empreinte vivante, le patrimoine industriel en Ardèche de Christian Tran (documentaire)
- Les Vans
  - 1998 : Trajet discontinu de Partho Sengupta (court-métrage)
  - 1999 : Petits nuages d'été d'Olivier Langlois (téléfilm)
  - 2003 : Rencontre avec le dragon de Hélène Angel[28]
  - 2005 : Alex de José Alcala
  - 2009 : Le Missionnaire de Roger Delattre[11]
  - 2014 : Trois Cœurs de Benoît Jacquot
  - 2018 : Les Nouveaux habitants d'Emmanuel Chevilliat et Victorien Tardif (téléfilm documentaire)
- Lussas
  - 1991 : Documentaire en campagne d'Yves Billon et Franck Schneider (téléfilm documentaire)
  - 2019 : Le Village de Claire Simon (série)[29]
  - 2020 : Le Fils de l'épicière, le Maire, le Village et le Monde de  Claire Simon
  - 2025 : Les Tourmentés de Lucas Belvaux[10]

## M
- Haut – A
- B
- C
- D
- E
- F
- G
- H
- I
- J
- K
- L
- M
- N
- O
- P
- Q
- R
- S
- T
- U
- V
- W
- X
- Y
- Z

- Malarce-sur-la-Thines

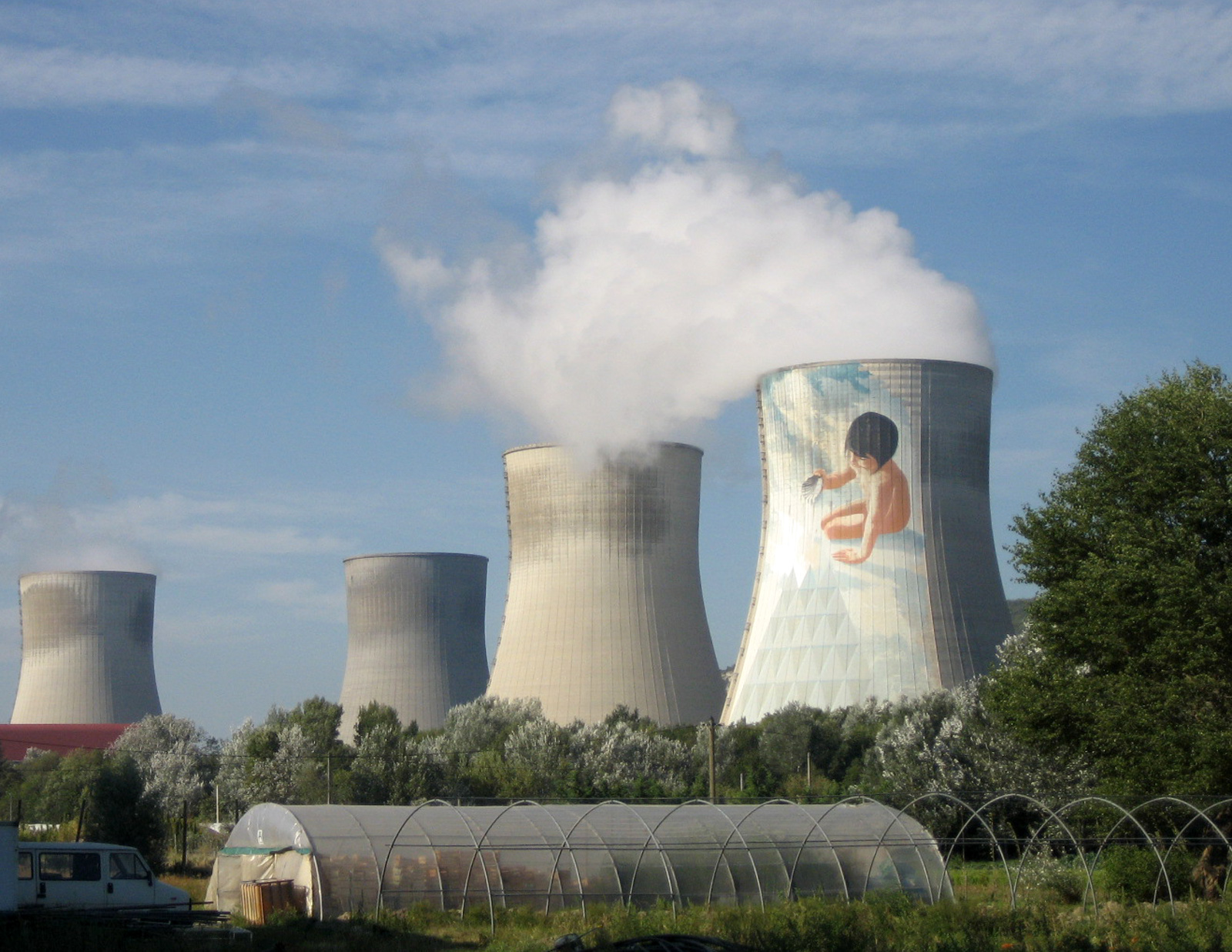
La centrale nucléaire de Cruas (Meysse), visible dans Les Braqueuses (1993) et Grand Central (2013).

  - 2010 : Au fond des bois de Benoît Jacquot[4]
- Marcols-les-Eaux
  - 2005 : Poste restante de Christian Tran (documentaire)
  - 2011 : Marie-Louise, une histoire de moulinages de Fabienne Prat[30]
  - 2021 : Empreinte vivante, le patrimoine industriel en Ardèche de Christian Tran (documentaire)
- Mars
  - 1983 : Le Monde impatient (Carnet filmé) de Gérard Courant
- Mayres
  - 1993 : L'Ardèche au fil des livres de Françoise Romand (court-métrage documentaire)
- Mercuer
  - 2003 : L'École du diable de Jean-Pierre Ramel (documentaire)
- Meyras
  - 2025 : Les Tourmentés de Lucas Belvaux[10]
- Meysse
  - 1974 : Le Secret de Robert Enrico
  - 1994 : Les Braqueuses de Jean-Paul Salomé
  - 2013 : Grand Central de Rebecca Zlotowski
- Mézilhac
  - 2004 : Car seuls les dieux ont mordu la pomme de l'amour de Gérard Courant
  - 2005 : Délices lointains (Carnet filmé) de Gérard Courant
- Montpezat-sous-Bauzon
  - 2011 : Un amour de jeunesse de Mia Hansen-Løve[21],[22]
- Mont Mézenc
  - 1996 : Le Bel Été 1914 de Christian de Chalonge
  - 2021 : Kaamelott : Premier Volet d'Alexandre Astier[31]
- Montréal
  - 2016 : Le Cabanon rose de Jean-Pierre Mocky

## N
- Haut – A
- B
- C
- D
- E
- F
- G
- H
- I
- J
- K
- L
- M
- N
- O
- P
- Q
- R
- S
- T
- U
- V
- W
- X
- Y
- Z

- Nozières
  - 2021 : Capitaine Marleau, saison 3 épisode 8 : Au nom du fils de Josée Dayan[15],[16]

## O
- Haut – A
- B
- C
- D
- E
- F
- G
- H
- I
- J
- K
- L
- M
- N
- O
- P
- Q
- R
- S
- T
- U
- V
- W
- X
- Y
- Z

- Orgnac-l'Aven
  - 1969 : Le Dernier homme de Charles Bitsch

## P
- Haut – A
- B
- C
- D
- E
- F
- G
- H
- I
- J
- K
- L
- M
- N
- O
- P
- Q
- R
- S
- T
- U
- V
- W
- X
- Y
- Z

- Prades
  - 2021 : Empreinte vivante, le patrimoine industriel en Ardèche de Christian Tran (documentaire)
- Privas
  - 1976 : Le Juge et l'Assassin de Bertrand Tavernier
  - 2018 : Tout ce qu'il me reste de la révolution de Judith Davis
  - 2021 : La Fille dans les bois de Marie-Hélène Copti (téléfilm)[6]
  - 2021 : Empreinte vivante, le patrimoine industriel en Ardèche de Christian Tran (documentaire)

## Q
- Haut – A
- B
- C
- D
- E
- F
- G
- H
- I
- J
- K
- L
- M
- N
- O
- P
- Q
- R
- S
- T
- U
- V
- W
- X
- Y
- Z

- Quintenas
  - 1994 : Le Mangeur de lune de Dai Sijie[2]

## R
- Haut – A
- B
- C
- D
- E
- F
- G
- H
- I
- J
- K
- L
- M
- N
- O
- P
- Q
- R
- S
- T
- U
- V
- W
- X
- Y
- Z

- Rochepaule

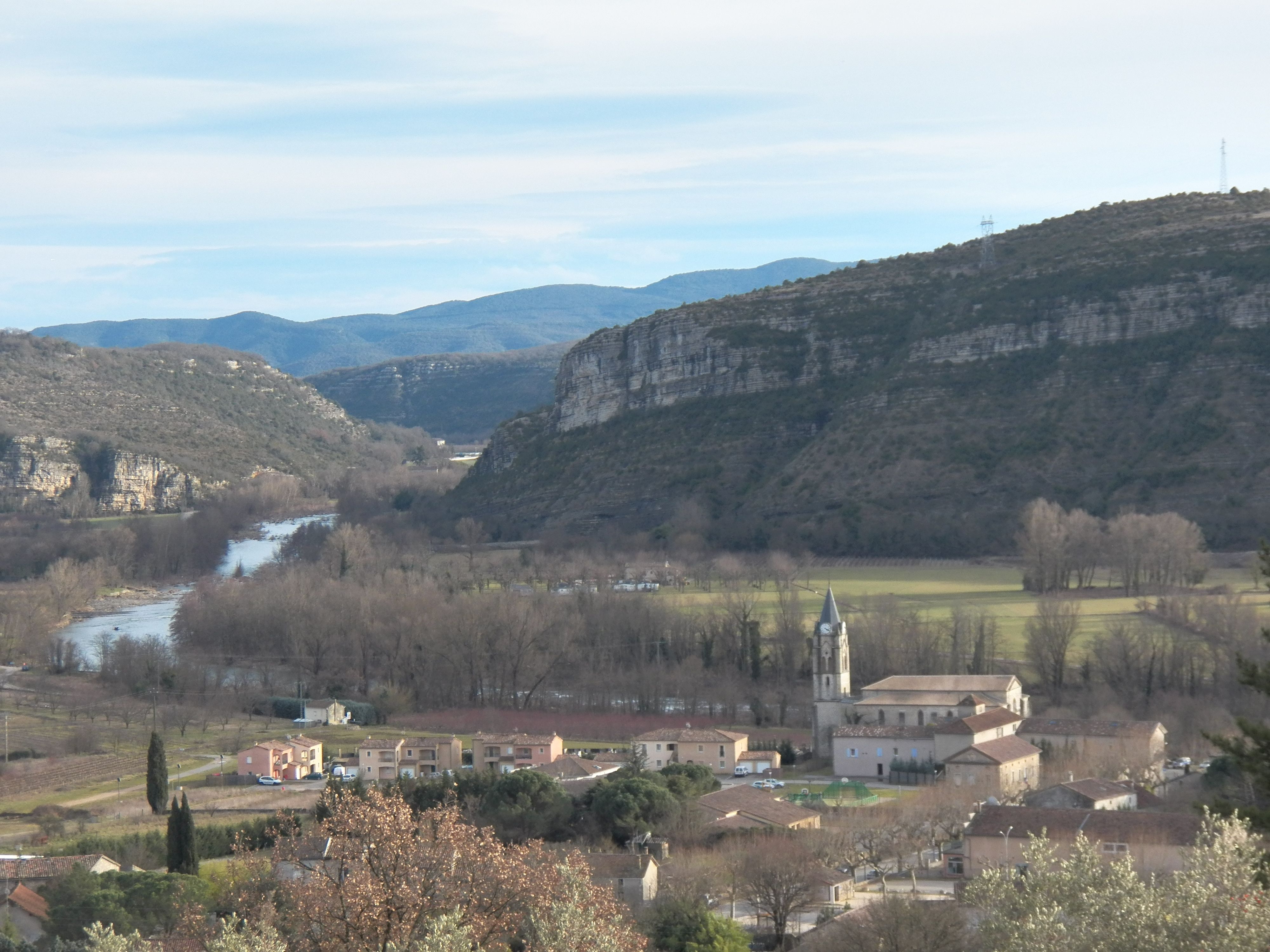
Le film Problemos (2017) a été entièrement tourné sur la commune de Rosières.

  - 2005 : Profils paysans : Le Quotidien de Raymond Depardon
- Roiffieux
  - 1994 : Le Mangeur de lune de Dai Sijie[2]
- Rosières
  - 2017 : Problemos d'Éric Judor[32],[33]
- Ruoms
  - 1993 : Poisson-lune de Bertrand Van Effenterre[7]
  - 2021 : Empreinte vivante, le patrimoine industriel en Ardèche de Christian Tran (documentaire)

## S
- Haut – A
- B
- C
- D
- E
- F
- G
- H
- I
- J
- K
- L
- M
- N
- O
- P
- Q
- R
- S
- T
- U
- V
- W
- X
- Y
- Z

- Saint-Agrève

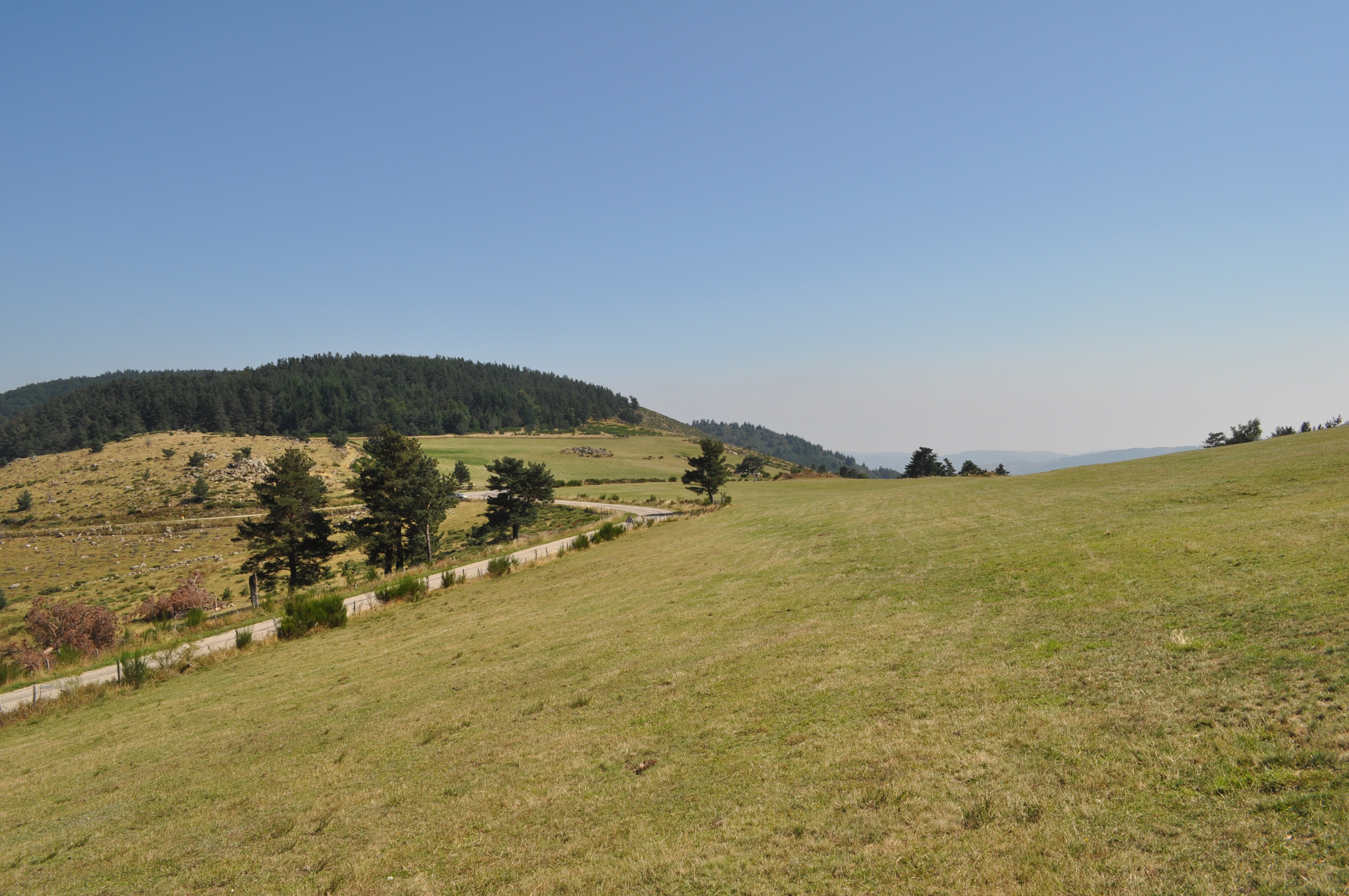
Le col de la Faye à Saint-Genest-Lachamp a servi de décor pour la frontière franco-italienne dans le film Les Cracks (1968).

  - 1983 : Le Monde impatient (Carnet filmé) de Gérard Courant
- Saint-Barthélemy-le-Plain
  - 2021 : Capitaine Marleau, saison 3 épisode 8 : Au nom du fils de Josée Dayan[15],[16]
- Saint-Cierge-la-Serre
  - 2021 : Empreinte vivante, le patrimoine industriel en Ardèche de Christian Tran (documentaire)
- Saint-Étienne-de-Boulogne
  - 1976 : Le Juge et l'Assassin de Bertrand Tavernier[34]
- Saint-Félicien
  - 2020 : Capitaine Marleau, saison 3 épisode 8 : Au nom du fils de Josée Dayan (série télévisée)
- Saint-Fortunat-sur-Eyrieux
  - 1960 : Fortunat d'Alex Joffé
  - 1998 : Tribulations d'un amateur de vins de Christophe Picard (téléfilm documentaire)
- Saint-Genest-Lachamp
  - 1968 : Les Cracks d'Alex Joffé
- Saint-Gineys-en-Coiron
  - 2016 : L'Ami, François d'Assise et ses frères de Renaud Fély et Arnaud Louvet[35]
- Saint-Jean-de-Muzols
  - 2017 : Knock de Lorraine Lévy[18]
  - 2020 : Capitaine Marleau, saison 3 épisode 8 : Au nom du fils de Josée Dayan (série télévisée)
- Saint-Jeure-d'Andaure
  - 2019 : Lucie, après moi le déluge de Sophie Loridon
- Saint-Joseph-des-Bancs
  - 2021 : Empreinte vivante, le patrimoine industriel en Ardèche de Christian Tran (documentaire)
- Saint-Julien-en-Saint-Alban
  - 2021 : Empreinte vivante, le patrimoine industriel en Ardèche de Christian Tran (documentaire)
- Saint-Julien-du-Serre
  - 2010 : Au fond des bois de Benoît Jacquot[4]
  - 2019 : J'veux du soleil de Gilles Perret et François Ruffin
- Sainte-Marguerite-Lafigère
  - 2021 : Empreinte vivante, le patrimoine industriel en Ardèche de Christian Tran (documentaire)
- Saint-Martial
  - 1958 : Les Pays de la Loire de René Corpel et Bernard Pasdeloup (court-métrage)
  - 1978 : Le Contrebandier des profondeurs (Carnet filmé) de Gérard Courant
- Saint-Martin-d'Ardèche
  - 1994 : Les Braqueuses de Jean-Paul Salomé
  - 2024 : Sauvons les meubles de Catherine Cosme[36]
- Saint-Martin-de-Valamas
  - 2021 : Empreinte vivante, le patrimoine industriel en Ardèche de Christian Tran (documentaire)
- Saint-Maurice-d'Ibie
  - 1994 : Les Braqueuses de Jean-Paul Salomé
- Saint-Michel-de-Boulogne
  - 2025 : Kaamelott : Deuxième volet partie 1 d'Alexandre Astier[37]
- Saint-Montan
  - 2015 : L'Échappée belle d'Émilie Cherpitel
- Saint-Pierreville
  - 1975 : La Soupe froide de Robert Pouret
  - 2011 : La Ferme des Combeaux de François-Guy Yzèbe (documentaire)
  - 2021 : Empreinte vivante, le patrimoine industriel en Ardèche de Christian Tran (documentaire)
- Saint-Priest
  - 2021 : Empreinte vivante, le patrimoine industriel en Ardèche de Christian Tran (documentaire)
- Saint-Remèze
  - 1982 : L'Honneur d'un capitaine de Pierre Schoendoerffer
  - 2003 : 18 Ans après de Coline Serreau
  - 2023 : Sur les chemins noirs de Denis Imbert[38]
- Saint-Sauveur-de-Montagut
  - 2021 : Empreinte vivante, le patrimoine industriel en Ardèche de Christian Tran (documentaire)
- Saint-Thomé
  - 2014 : La Trouvaille de Juliette de Jérôme Navarro (téléfilm)
- Saint-Vincent-de-Barrès
  - 2021 : Kaamelott : Premier Volet d'Alexandre Astier[39]
- Saint-Vincent-de-Durfort
  - 2011 : Preciosa de Dominique Abel
- Sainte-Eulalie
  - 1958 : Les Pays de la Loire de René Corpel et Bernard Pasdeloup (court-métrage)
  - 2004 : L'École en campagne de Christian Tran (documentaire)
  - 2010 : Au fond des bois de Benoît Jacquot[4]
- Salavas (à la grotte de la Gleysasse)
  - 2010 : Au fond des bois de Benoît Jacquot[4]
- Soyons
  - 2019 : Revenir de Jessica Palud[40]

## T
- Haut – A
- B
- C
- D
- E
- F
- G
- H
- I
- J
- K
- L
- M
- N
- O
- P
- Q
- R
- S
- T
- U
- V
- W
- X
- Y
- Z

- Thueyts

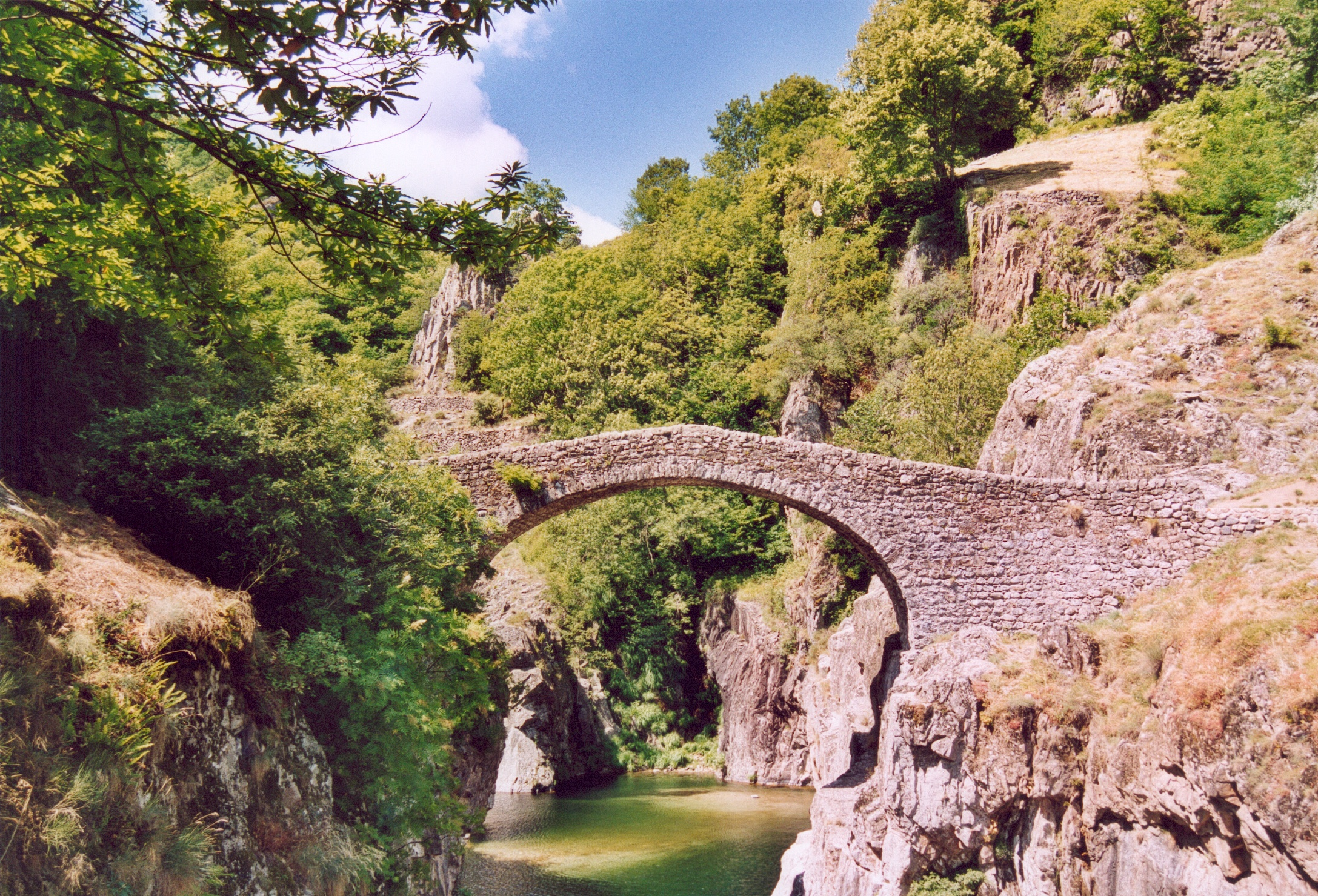
Le pont du Diable à Thueyts, visible dans Le Bel Été 1914 (1994).

  - 1996 : Le Bel Été 1914 de Christian de Chalonge
  - 2004 : Mariages ! de Valérie Guignabodet[41]
  - À venir : La Vallée en danger d'Elsa Bennett (mini-série)[42]
- Toulaud
  - 2023 : L'Homme debout de Florence Vignon[43]
- Tournon-sur-Rhône
  - 1947 : Les Amants du pont Saint-Jean de Henri Decoin
  - 1994 : Le Mangeur de lune de Dai Sijie[2]
  - 2002 : L'Homme du train de Patrice Leconte
  - 2023 : L'Homme debout de Florence Vignon[44],[45]

## U
- Ucel
  - 2021 : Empreinte vivante, le patrimoine industriel en Ardèche de Christian Tran (documentaire)

## V
- Haut – A
- B
- C
- D
- E
- F
- G
- H
- I
- J
- K
- L
- M
- N
- O
- P
- Q
- R
- S
- T
- U
- V
- W
- X
- Y
- Z

- Vagnas

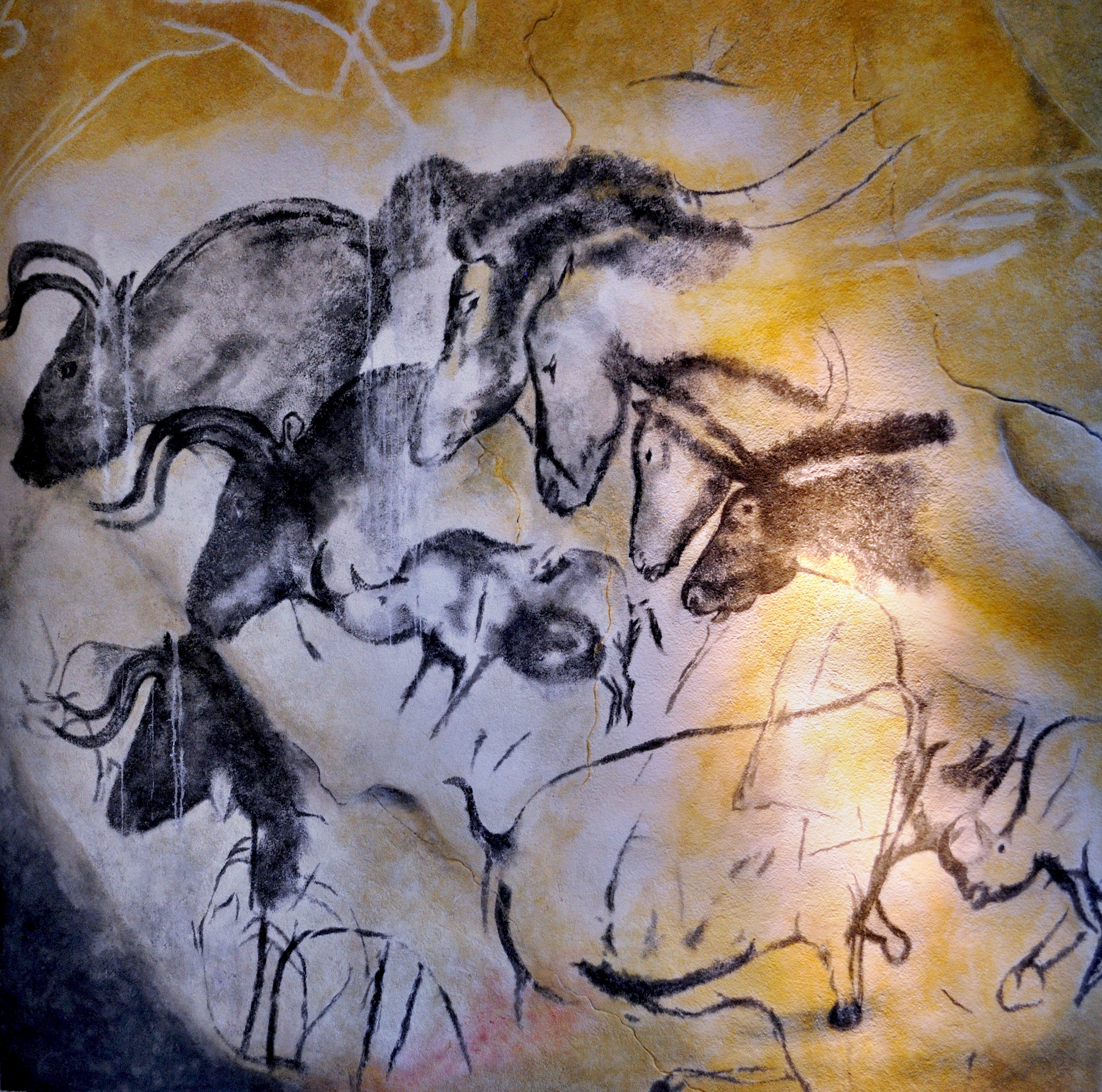
La grotte Chauvet (à Vallon-Pont-d'Arc) apparaît dans plusieurs documentaires comme La Grotte des rêves perdus (2010).

  - 2023 : Le Secret de la grotte de Christelle Raynal (téléfilm)[23]
- Vallon-Pont-d'Arc
  - 1961 : Le Grand Risque de Richard Fleischer
  - 1994 : Les Braqueuses de Jean-Paul Salomé
  - 2000 : La grotte Chauvet, devant la porte de Pierre Oscar Lévy (téléfilm documentaire)
  - 2002 : Dans le silence de la grotte Chauvet de Pierre Oscar Lévy (téléfilm documentaire)
  - 2002 : La grotte Chauvet : Dialogues d'équipe de Pierre Oscar Lévy (téléfilm documentaire)
  - 2003 : La grotte Chauvet : La première fois de Pierre Oscar Lévy (téléfilm documentaire)
  - 2003 : La grotte Chauvet : La dialogue d'équipe de Pierre Oscar Lévy (téléfilm documentaire)
  - 2010 : La Grotte des rêves perdus de Werner Herzog (documentaire)
  - 2014 : La grotte Chavet-Pont-d'Arc, si loin, si proche de Christian Tran (téléfilm documentaire)
  - 2015 : Les Génies de la grotte Chauvet de Christian Tran (téléfilm documentaire)
  - 2015 : Quand Homo Sapiens faisait son cinéma de Marc Azéma et Pascal Cuissot (téléfilm documentaire)
  - 2017 : Les Secrets de la grotte Chauvet de Christian Tran (téléfilm documentaire)
  - 2022 : Sapiens ou la naissance de l'art de Pascal Goblot (téléfilm documentaire)
  - 2024 : Grotte Chauvet : Dans les pas des artistes de la Préhistoire de Alexis de Favitski (téléfilm documentaire)
- Vals-les-Bains
  - 1927 : La Petite Fonctionnaire de Roger Goupillières
  - 2009 : Adieu Gary de Nassim Amaouche
  - 2021 : Empreinte vivante, le patrimoine industriel en Ardèche de Christian Tran (documentaire)
- Vanosc
  - 2021 : Empreinte vivante, le patrimoine industriel en Ardèche de Christian Tran (documentaire)
- Vesseaux
  - 2010 : Au fond des bois de Benoît Jacquot[4]
- Viviers (à la Cité Blanche)
  - 2008 : Les enfants de la Cité Blanche de France Bonnet (documentaire)[46]
  - 2009 : Adieu Gary de Nassim Amaouche[46],[47],[48]
  - 2021 : Empreinte vivante, le patrimoine industriel en Ardèche de Christian Tran (documentaire)
- Vocance
  - 2012 : Après Mai d'Olivier Assayas
- Vogüé
  - 2023 : Le Secret de la grotte de Christelle Raynal (téléfilm)[23]

## Z
- Haut – A
- B
- C
- D
- E
- F
- G
- H
- I
- J
- K
- L
- M
- N
- O
- P
- Q
- R
- S
- T
- U
- V
- W
- X
- Y
- Z